# Джеррі Гаф
Джеррі Ф. Гаф — (англ. Jerry Fincher Hough) (26 квітня 1935  — 24 травня 2020) — американський політолог, совєтолог.

## Біографія
Джеррі Гаф почав викладати політологію у Дьюкському університеті в 1973 році. До того він працював у Торонтському університеті та в Іллінойському університеті в Урбана-Шампейн, а також був старшим науковим співробітником в Інституті Брукінгс. У Гарвардському університеті Гаф здобув такі наукові ступені: бакалавр гуманітарних наук, магістр гуманітарних наук та доктор філософії. Він планував перестати викладати у 2016 р. і піти на пенсію у 2018 р..
Джеррі Гаф є колишнім чоловіком історика Шейли Фітцпартік (австралійсько-американського походження), яка є спеціалістом з історії Радянського Союзу.
Дослідження Гаф були зосереджені на внутрішній американській політиці, Радянському Союзі, демократизації Росії та американських зусиллях у побудові нації. Гаф був «ревізіоністом» радянської історії, стверджуючи, що рівень терору сильно перебільшений і що, між іншим, Радянський Союз був інституційно слабким при Сталіні.
У 2015 р. виникла суперечка навколо інтернет-коментаря Гафа до статті «Як принизив расизм Балтімору» у «Нью-Йорк Таймс». У ньому він порівнював азіатів та негрів і критикував їх за «відсутність бажання інтеграції» та за те, що «замість того, щоб важко працювати, вони тільки шкодують себе». Пізніше Гаф оприлюднив листа, у якому пояснював свою думку і називав себе справжнім послідовником Мартіна Лютера Кінга-молодшого [Архівовано 20 липня 2017 у Wayback Machine.]. У 2015 р. перебував в академічній відпустці, що не пов'язана із суперечкою.

## Видавнича діяльність
1989 — теп. час: шеф-редактор «Journal of Soviet Nationalities» — вид-во: Durham, NC: The Center (ISSN: 1043-7916; OCLC: 19564139)

## Нагороди
- Грант Фонду Форда для підвищення кваліфікації в квантитативних методах дослідження при Мічиганському університеті(1971—1972)